# Gonçalo Guedes
Gonçalo Manuel Ganchinho Guedes (n. 29 noiembrie 1996, Benavente⁠(d), Lezíria do Tejo⁠(d), Portugalia) este un fotbalist portughez, care joacă pe post de mijlocaș lateral sau atacant la Real Sociedad în La Liga. Pe plan internațional, are prezențe la națională pentru Portugalia U17⁠(d), Portugalia U19⁠(d), Portugalia U20⁠(d), Portugalia U21⁠(d), Portugalia și Portugalia U18⁠(d).
Guedes și-a început cariera la Benfica Lisabona, făcându-și debutul profesionist în aprilie 2014, la echipa secundă a clubului, și șase luni mai târziu la prima echipă. După 11 goluri în 63 de meciuri în toate competițiile, și cinci trofee majore câștigate, s-a transferat la Paris Saint-Germain în schimbul unei sume de transfer de 30 de milioane de euro în ianuarie 2017. A jucat doar 13 meciuri pentru PSG înainte de a fi împrumutat la Valencia în septembrie 2017, echipă care l-a cumpărat un an mai târziu pentru suma de 40 de milioane de euro. A jucat 178 de meciuri și a marcat 36 de goluri pentru clubul spaniol, câștigând Copa del Rey în 2019 și a semnat pentru Wolverhampton Wanderers pentru 27,5 milioane de lire sterline în 2022.